# Андреј Вишински
Андреј Вишински (Одеса, 10. децембар 1883 − Њујорк, 22. новембар 1954) био је совјетски политичар и правник. 
Рођен је у пољској католичкој породици. Од 1903. постаје мењшевик а од 1920. бољшевик. На место врховног државног тужитеља бива постављен 1931. Био је одговоран за совјетске припреме током суђења немачким ратним злочинцима од стране Међународног војног суда. Године 1953. био је међу оптуженима од стране Конгресног комитета САД-а, током истраге о совјетској окупацији балтичких држава.

## Радови
- Очерки по истории коммунизма: Краткий курс лекций. — М.: Главполитпросвет, 1924.
- Революционная законность и задачи советской защиты. — М., 1934 г.
- Некоторые методы вредительско-диверсионной работы троцкистско-фашистских разведчиков. — М.: Партиздат ЦК ВКП(б), 1937. (переиздана см.: Ликвидация «пятой колонны» / Л. Заковский, С. Уранов. — М.: Алгоритм : Эксмо, 2009. — с. 219—259)
- Государственное устройство СССР. 3-е изд., испр. и доп. — М.: Юр. изд-во НКЮ Союза ССР, 1938.
- Судебные речи. — М.: Юридическое издательство НКЮ СССР, 1938. Издание 1955 г.[мртва веза]
- Конституционные принципы Советского государства: Доклад, прочитанный на общем собрании Отделения экономики и права АН СССР 3 ноября 1939 г. — М.: ОГИЗ, 1940.
- Теория судебных доказательств в советском праве. — М.: Юр. изд-во НКЮ РСФСР, 1941. Архивирано на веб-сајту  (2. март 2018) Издание 1950 г.
- Ленин и Сталин — великие организаторы Советского государства. — М.: ОГИЗ, 1945.
- The Law of the Soviet state / Andrei Y. Vyshinsky, gen. ed.; Transl. from the Russ. by Hugh W. Babb; Introd. by John N. Hazard. — New York: Macmillan, 1948.
- Вопросы международного права и международной политики. — М.: Госюриздат, 1949
- Вопросы теории государства и права. 2-е изд. — М.: Госюриздат, 1949.
- Избирательный закон СССР (в вопросах и ответах). 2-е изд. — М.: Госполитиздат, 1950.
- Три визита А. Я. Вышинского в Бухарест (1944—1946 гг.). Документы российских архивов. — М.: РОССПЭН, 1998.